# Budorcas taxicolor taxicolor
Il takin mishmi (Budorcas taxicolor taxicolor Hodgson, 1850) è una delle quattro sottospecie di takin. Prima sottospecie di takin ad essere stata scoperta, prende il nome dai Mishmi, una popolazione montanara dell'Assam.

## Descrizione
Morfologicamente identico alle altre sottospecie, si differenzia da esse per il mantello color giallo-dorato sfumato fino al rosso-bruno, in taluni punti del corpo addirittura nero.

## Distribuzione e habitat
Il takin mishmi è diffuso nel sud-est del Tibet e nel nord-ovest dello Yunnan, ma il suo areale in Cina è suddiviso in due parti dall'estrema punta nord-orientale dell'India e dal Myanmar settentrionale. In Tibet il confine occidentale della sua area di distribuzione è costituito dalla grande ansa del fiume Yarlung Zangbo (Tsangpo), situata a sud di Medog, dove abita le pendici montuose ai confini con l'Arunachal Pradesh (India). Sempre in Cina, a sud-est di questa zona, si incontra nello Yunnan settentrionale, sui monti Gaoligongshan, situati tra la riva occidentale del fiume Salween (Nu) e il confine tra Cina e Myanmar. Questa sezione orientale dell'areale va da Gongshan a nord a Fugong, Lushui, Tengchong, Baoshan e Longling a sud. In Myanmar la sottospecie occupa le pendici montane più elevate (al di sopra dei 2750 m) dello Stato di Kachin, all'estremo nord del Paese, ai confini con la Cina. Dal momento che non vi sono dati recenti riguardo alla sua distribuzione, il confine con le aree occupate dal takin del Bhutan (B. t. whitei) è piuttosto indefinito.

## Biologia
Il takin mishmi si nutre di germogli di bambù e di salice. Il suo manto oleoso lo protegge dall'umidità della nebbia che avvolge le pendici montuose in cui vive.
Vari esemplari di questa rara sottospecie di takin sono ospitati in zoo e parchi naturali di tutto il mondo, come ad esempio lo Zoo di Pechino (Cina), il Tierpark di Berlino (Germania), lo Zoo di Helsinki (Finlandia), i parchi naturali di Marwell e delle Highland (Regno Unito) e il Giardino Zoologico di Denver (Stati Uniti).